# クロティルド・エスム
クロチルド・エム（Clotilde Hesme 発音例、1979年7月30日 - ）は、フランス出身の女優。

## 人物
映画『愛のうた、パリ』で知名度を上げ、有力女優として定着。2012年には『セザール賞』にて有望女優賞を受賞している。
（名前に関してクロチルド・エムと発音するが、クロティルド・エスムと誤った過去の表記が混在している）

## 経歴
1979年7月30日、フランスのトロワに出生。フロラン演劇学校のコースを受講後、フランス国立高等演劇学校にてダニエル・メスギッシュとカトリーヌ・イエジェルについて演技を学んだ。
2005年、フィリップ・ガレル監督の『恋人たちの失われた革命』でルイ・ガレルと共演。
2007年、クリストフ・オノレ監督の『愛のうた、パリ』に出演。
2010年、ラウル・ルイス監督の『ミステリーズ 運命のリスボン』に出演する。

## フィルモグラフィー

### 主な映画
- À ce soir (2004年) TV5MONDE放映題「今夜ね（あとでね）」
- 恋人たちの失われた革命（2005年）
- 愛のうた、パリ（2007年）
- Le Fils de l'épicier（2007年）映画祭上映題「食料品屋の息子」
- De la guerre（2008年）特殊上映題「戦争について」
- Les Liens du sang (2008年)
- 美しいひと（2008年）
- ミステリーズ 運命のリスボン（2010年）
- Angèle et Tony (2011年) TV5MONDE放映題「アンジェルとトニー」
- 黒いスーツを着た男（2012年）
- Le Dernier Coup de marteau (2014年) TV5MONDE放映「ラスト・ハンマー・ブロー」
- L'Échappée belle (2015) TV5MONDE放映「エヴァとレオン」
- Chocolat (2016年) フランス映画祭上映題「ショコラ！(仮題)」 2017年公開予定（邦題未定）

### テレビドラマ
- 『リターンド／RETURNED』Les Revenants（2012年）

## 受賞
- 2008年 - シュザンヌ・ビアンケッティ賞
- 2008年 - フランス批評家組合賞 最優秀女優賞(リュック・ボンディ演出 マリヴォー作《恋の不意打ち その2》の演技に対して)
- 2009年 - ジャン＝ジャック・ゴティエ賞(フランソワ・オルゾニ演出 ブレヒト作《Jean la Chance》の演技に対して)
- 2012年 - 第37回セザール賞有望若手女優賞「アンジェルとトニー」の演技に対して[8]
- 2014年 - マラケシュ国際映画祭 優秀女優賞(「ラスト・ハンマー・ブロー」の演技に対して)